# صموئيل إي. هوغ
صموئيل إي. هوغ (بالإنجليزية: Samuel E. Hogg)‏ هو جراح وسياسي أمريكي، ولد في 18 أبريل 1783 في هاليفاكس في الولايات المتحدة، وتوفي في 28 مايو 1842 في مقاطعة روثرفورد في الولايات المتحدة. حزبياً، نشط في الحزب الجمهوري الديمقراطي. وقد انتخب عضو مجلس نواب تينيسي وانتخب عضو مجلس النواب الأمريكي.